# Дашлы (Лачынский район)
Дашлы (азерб. Daşlı) — село в Лачинском районе Азербайджана. 

## Этимология названия
Так как местность окружена камнями и представляет собой гравийную, каменистую местность, а также потому, что деревня была построена на этой каменистой местности, топоним также был назван Дашлы (даш - камень). Местное население иногда произносит название деревни в форме Дашды, Дашты. 

## История
В 1593 году территория села Дашлы вошла в состав области Магавуз. 
Территория села Дашлы существовала с 1747 года в составе Карачорлинского уезда, с 1840 года — Зангезурского района Шушинского уезда, с 1867 года — Зангезурского уезда. С 28 мая 1918 года по 28 апреля 1920 года входил в Зангезурский уезд Азербайджанской Демократической Республики.
В ходе Карабахской войны в 1992 году село перешло под контроль непризнанной Нагорно-Карабахской Республики.

### Новый период
Согласно заявлению о прекращении огня, подписанному в конце Второй Карабахской войны в 2020 году, 1 декабря 2020 года село перешло под контроль Азербайджанских ВС.